# 松本奉文
松本 奉文（まつもと ともふみ、1977年5月1日 - ）は、広島県呉市出身の元プロ野球選手（内野手）。右投右打。現役引退後は松本 有史（読み同じ）の名義で活動し、現在は広島東洋カープの東海地方担当スカウトを務める。

## 経歴

### プロ入り前
崇徳高では3年夏の広島大会決勝で宮島工高に敗れる。
その後亜細亜大学に入学し、大学3年秋の明治神宮大会で優勝。4年春のリーグ戦では5本塁打と13打点で二冠王となった。東都大学リーグ通算73試合出場、231打数66安打、打率.286、7本塁打、43打点。ベストナイン2度受賞。大学の同期に同郷の佐藤宏志、1学年先輩に赤星憲広が、2学年先輩に井端弘和、1年後輩に松井光介、吉川昌宏がいた。1999年のドラフト会議で広島東洋カープから7位指名され、入団した。

### プロ入り後
2004年は、ウエスタン・リーグで打点王を獲得。
2005年は課題とされてきた打撃にようやく確実性が芽生え、自己最高の成績を残した。この年は6月9日の対ソフトバンク戦で2死球を受ける等、4打席連続死球を記録した。しかし、守備力が安定しないこともあって後半戦はファームに降格し、レギュラー奪取には至らなかった。このシーズン終了後の10月7日に球団から戦力外通告を受けてそのまま引退した。このシーズンの最終戦では、引退試合を行った野村謙二郎を始め、同じく同年限りで引退した澤崎俊和や小林幹英と共に野村のセレモニー後ナインから胴上げされた。またこの年に、広島で活躍するモデルと結婚している。

### 現役引退後
2006年からは球団職員として出身の母校亜細亜大学と東海地方を担当するスカウトを行っている。それと同時に2005年10月末から名前を松本 有史（まつもと ともふみ）に改名した。
2006年の大学生・社会人ドラフトでは、ホンダ鈴鹿の宮崎充登や、同じくホンダ鈴鹿で松本と同じ呉市仁方町出身の中東直己の獲得に主導的役割を果たした。中東は松本の背番号35を継承し、2010年まで使用した。
2008年のドラフトでは亜細亜大学の後輩に当たる岩本貴裕獲得に尽力、2009年のドラフトでは、1年生時から密着マークしていた堂林翔太、庄司隼人、2011年のドラフトでは、同じく大学1年生時から密着マークした菊池涼介の獲得に主導的役割を果たした。
2014年のドラフトでは、相次ぐケガのため大学での公式戦0勝に終わった薮田和樹を発掘し、ドラフト2位指名にこぎつける。
2015年のドラフトでは、別用で王子硬式野球部を訪問した際に、たまたま目に入りマークした西川龍馬の5位指名にこぎつけた。
2016年のドラフトでは、2014年ドラフト1位で獲得した野間峻祥（中部学院大学）の調査と並行して同大学1年時からマークしていた床田寛樹の3位指名にこぎつけた。
2020年のドラフトでは、大学時代から注目していたトヨタ自動車の栗林良吏を「1年目から10勝できる」と猛プッシュし、1位指名にこぎつけた。栗林入団後の春季キャンプで、監督の佐々岡真司から栗林のリリーフ適性を問われ、社会人野球時代の成績を根拠に活躍を保証したのも松本であった。また、亜大の後輩であり大学1年時から身体能力を高く評価し、マークし続けていた矢野雅哉の6位指名にこぎつけた。

## 選手としての特徴・人物
攻守にバランスが取れた強打の内野手。アマチュア時代はクリーンナップを打つ中軸として活躍。守備位置は大学3年生まで遊撃手、4年生からは持ち前の打撃を生かすために一塁手を守った。
愛称は「デカ松」。
礼儀正しく、穏やかで優しい性格。亜細亜大学時代は主将を任され、「亜大野球部史上、最も優しい主将」と称された。広島入団後もその人柄で後輩選手から慕われている。
広島スカウト陣の重鎮である苑田聡彦は、松本の礼儀正しさと大学主将時代から見せていた面倒見の良さを評価し、早くからスカウト適性を感じていたという。

## 詳細情報

### 年度別打撃成績
| 年 度     | 球 団     | 試 合 | 打 席 | 打 数 | 得 点 | 安 打 | 二 塁 打 | 三 塁 打 | 本 塁 打 | 塁 打 | 打 点 | 盗 塁 | 盗 塁 死 | 犠 打 | 犠 飛 | 四 球 | 敬 遠 | 死 球 | 三 振 | 併 殺 打 | 打 率 | 出 塁 率 | 長 打 率 | O P S |
| --------- | --------- | ----- | ----- | ----- | ----- | ----- | -------- | -------- | -------- | ----- | ----- | ----- | -------- | ----- | ----- | ----- | ----- | ----- | ----- | -------- | ----- | -------- | -------- | ----- |
| 2000      | 広島      | 23    | 36    | 30    | 1     | 4     | 0        | 0        | 1        | 7     | 2     | 0     | 0        | 2     | 0     | 3     | 0     | 1     | 16    | 0        | .133  | .235     | .233     | .469  |
| 2002      | 広島      | 2     | 2     | 2     | 0     | 0     | 0        | 0        | 0        | 0     | 0     | 0     | 0        | 0     | 0     | 0     | 0     | 0     | 0     | 1        | .000  | .000     | .000     | .000  |
| 2003      | 広島      | 14    | 17    | 17    | 0     | 1     | 0        | 0        | 0        | 1     | 1     | 0     | 0        | 0     | 0     | 0     | 0     | 0     | 4     | 0        | .059  | .059     | .059     | .118  |
| 2004      | 広島      | 13    | 24    | 21    | 0     | 2     | 0        | 0        | 0        | 2     | 0     | 0     | 1        | 0     | 0     | 3     | 0     | 0     | 10    | 0        | .095  | .208     | .095     | .304  |
| 2005      | 広島      | 30    | 46    | 33    | 7     | 10    | 4        | 0        | 1        | 17    | 6     | 0     | 0        | 2     | 0     | 5     | 0     | 6     | 12    | 1        | .303  | .477     | .515     | .992  |
| 通算：5年 | 通算：5年 | 82    | 125   | 103   | 8     | 17    | 4        | 0        | 2        | 27    | 9     | 0     | 1        | 4     | 0     | 11    | 0     | 7     | 42    | 2        | .165  | .289     | .262     | .551  |

### 記録
- 初出場・初先発出場：2000年4月9日、対阪神タイガース3回戦（広島市民球場）、8番・三塁手として先発出場
- 初安打：同上、4回裏に湯舟敏郎から遊撃内野安打
- 初本塁打・初打点：2000年9月3日、対ヤクルトスワローズ23回戦（広島市民球場）、5回裏に玉木重雄の代打として出場、前田浩継から左越ソロ
- 4打席連続死球：2005年に記録（全てがホームゲームでの途中出場）

1. 4月21日、対中日ドラゴンズ5回戦（広島市民球場）、8回裏2死2塁に高橋聡文から
2. 6月8日、対福岡ソフトバンクホークス5回戦（広島市民球場）、7回裏2死に斉藤和巳から
3. 6月9日、対福岡ソフトバンクホークス6回戦（広島市民球場）、7回裏1死にペドロ・フェリシアーノから
4. 同上、9回裏1死1塁に三瀬幸司から

### 背番号
- 35（2000年 - 2005年）